# Musa Suliman
Musa Haqqar al-Safi Suliman (arabisch موسى حقار الصافي سليمان; * 15. Juni 2004 in Muhajiriya) ist ein sudanesischer Leichtathlet, der sich auf den Mittelstreckenlauf spezialisiert hat und für das Olympic Refugee Team an den Start geht. Aktuell lebt und trainiert er in der Schweiz.

## Biografie
Musa Suliman wurde in der Region Dschanub Darfur geboren und kam mit neun Jahren nach Kairo. 2021 kam er als Flüchtling in die Schweiz. 2024 durfte er für das Olympic Refugee Team im 800-Meter-Lauf an den Olympischen Sommerspielen in Paris teilnehmen und schied dort mit 1:50,11 min in der Hoffnungsrunde aus.

## Persönliche Bestleistungen
- 600 Meter: 1:18,59 min, 18. Mai 2023 in Langenthal
- 800 Meter: 1:48,06 min, 14. August 2024 in Pfungstadt